# Бисхар, Ари
Адрианюс Герардюс (Ари) Бисхар (нидерл. Adrianus Gerardus "Arie" Bieshaar; 15 марта 1899, Амстердам — 21 января 1965, Харлем) — нидерландский футболист, игравший на позиции полузащитника, выступал за амстердамскую команду ВРА и клуб ХФК из Харлема. 
В составе национальной сборной Нидерландов провёл четыре матча. Бронзовый призёр летних Олимпийских игр 1920 года. За сборную дебютировал 29 августа 1920 года в игре против команды Швеции. Последнюю игру провёл 10 мая 1923 года против Германии.

## Ранние годы
Ари Бисхар родился 15 марта 1899 года в Амстердаме, в семье фермера Йоханнеса Бисхара и его жены Велхелмины Хогевен. Он был младшим ребёнком в семье из двух детей — у него был брат Йоп, родившийся в 1894 году. 
Их семья проживала в доме №12 по улице Халвеманстег, недалеко от площади Рембрандта.

## Статистика

### Матчи Бисхара за сборную Нидерландов
| Матчи Бисхара за сборную Нидерландов | Матчи Бисхара за сборную Нидерландов | Матчи Бисхара за сборную Нидерландов | Матчи Бисхара за сборную Нидерландов | Матчи Бисхара за сборную Нидерландов | Матчи Бисхара за сборную Нидерландов |
| ------------------------------------ | ------------------------------------ | ------------------------------------ | ------------------------------------ | ------------------------------------ | ------------------------------------ |
| №                                    | Дата                                 | Соперник                             | Счёт                                 | Голы Бисхара                         | Соревнование                         |
| 1                                    | 29 августа 1920                      | Швеция                               | 5:4                                  | —                                    | Олимпийские игры 1920                |
| 2                                    | 31 августа 1920                      | Бельгия                              | 0:3                                  | —                                    | Олимпийские игры 1920                |
| 3                                    | 29 апреля 1923                       | Бельгия                              | 1:1                                  | —                                    | Кубок Rotterdamsch Nieuwsblad 1923   |
| 4                                    | 10 мая 1923                          | Германия                             | 0:0                                  | —                                    | Товарищеский матч                    |

Итого: 4 матча / 0 голов; 1 победа, 2 ничьи, 1 поражение.

## Личная жизнь
Ари был женат на Катарине Паулине Шрёдер, уроженке Амстердама. Их брак был зарегистрирован 15 января 1925 года в Амстердаме. Детей у них не было. Работал офисным служащим.